# Thürnen
Thürnen es una comuna suiza del cantón de Basilea-Campiña, situada en el distrito de Sissach. Limita al noroeste con la comuna de Sissach, al noreste con Böckten, al este con Gelterkinden, al sureste con Diepflingen, al sur con Wittinsburg y Tenniken, y al oeste con Zunzgen.